# Hazas de Cesto
Hazas de Cesto é um município da Espanha na comarca de Trasmiera, província e comunidade autónoma da Cantábria. Tem 21,9 km² de área e em 2021 tinha 1 644 habitantes (densidade: 75,1 hab./km²).

## Demografia
| Variação demográfica do município entre 1991 e 2004 [carece de fontes?] | Variação demográfica do município entre 1991 e 2004 [carece de fontes?] | Variação demográfica do município entre 1991 e 2004 [carece de fontes?] | Variação demográfica do município entre 1991 e 2004 [carece de fontes?] |
| ----------------------------------------------------------------------- | ----------------------------------------------------------------------- | ----------------------------------------------------------------------- | ----------------------------------------------------------------------- |
| 1991                                                                    | 1996                                                                    | 2001                                                                    | 2004                                                                    |
| 1280                                                                    | 1274                                                                    | 1220                                                                    | 1275                                                                    |